# Живан Стојковић
Живан Стојковић (Велико Трњане, 1. јануар 1937 — Лесковац, 2. децембар 2024) био је доктор историјских наука и први декан Технолошког факултета у Лесковцу. 

## Биографија
У Лесковцу је завршио основну школу и Гимназију, а историју је дипломирао на Филозофском факултету у Скопљу са просечном оценом 9,75. Био је демонстратор на факултету код проф. др Петра Лисичара. Од 1960. године био је професор историје и латинског језика у лесковачкој Гимназији, радио је првих година и у Медицинској школи у Лесковцу, а 1975. године изабран је за потпредседника Извршног савета Скупштине општине Лесковац. Магистрирао је 1978. године, а докторирао 1983. на Филозофском факултету у Скопљу. Завршио је и основне студије на Правном факултету Универзитета у Нишу. Руководио је оснивањем Технолошког факултета у Лесковцу и био његов први декан, обављајући ту функцију у више мандата. На Факултету је потом предавао Одбрану и заштиту и Социологију. Од 1996. до 1998. године био је први саветник за политичка питања Амбасаде СРЈ у Скопљу, да би потом наставио рад на Технолошком факултету до пензије 2001. године у својству редовног професора. 
Током радног века обављао је значајне политичке функције. Добитник је Октобарске награде града Лесковца, Велике повеље Универзитета у Нишу, Ордена рада са сребрним венцем и других награда и признања. 
Био је члан Духовне академије Србије и Градског одбора СУБНОР-а Лесковац. 
Аутор је и коаутор више од четрдесет дела и великог броја научних саопштења.
Сахрањен је на Шпитаљском гробљу у Лесковцу.